# Мост имени 60-летия ВЛКСМ
Мост имени 60-летия ВЛКСМ (также мост у Телецентра) — автомобильный мост через Иртыш в черте города Омска, соединяет три района — Советский, Первомайский и Кировский.
Первоначально он назывался просто коммунальным, а название «мост имени 60-летия ВЛКСМ» получил позднее. Однако горожане не использовали политически окрашенного названия и обозначали его по географическому признаку — «мост у телецентра».

## История
Причиной строительства моста послужила необходимость расширения застройки на левом берегу Иртыша, к северу от Старого Кировска. Финансирование такого строительства не могло осуществляться из бюджетов города и области, поэтому председатель городской плановой комиссии Яков Леонтьевич Коняев проводил переговоры, в ходе которых Госплан и ЦК КПСС выделили деньги на строительство моста при условии, что в Омске будет построен завод пластмасс. Это решение увеличило нагрузку на экологию города, который к этому времени уже имел большое количество предприятий нефтехимии. Для подчёркивания значимости моста (и его финансирования) местные власти отвели землю под строительство жилья для работников будущего завода именно на левом берегу Иртыша.
В июне 1972 года была забита первая свая в основание левобережной опоры, в сентябре 1975 начался монтаж первого металлического пролёта. Стыковка руслового пролётного строения была закончена в феврале 1978 года. 26-27 октября этого же года сотрудники Сибирского автодорожного института имени Куйбышева провели испытания моста под нагрузкой. Наконец, 2 ноября государственная комиссия приняла новый мост, а 3 ноября прошло его торжественное открытие с проходом колонн трудящихся с флагами и лозунгами. Тогда же открылся проходящий через мост новый трамвайный маршрут № 10 «Левобережье — улица Стрельникова».
Всего на строительство было затрачено 7,5 тыс. тонн металла для конструкций пролётов (которые изготавливались в Воронеже), 15 тыс. кубометров монолитного бетона, 6 тыс. тонн сборного железобетона, 30 миллионов рублей. Объём земляных работ составил 3 млн кубометров. Строительство в основном вёл руководимый Борисом Петровичем Кошуковым Мостоотряд 63, соревновавшийся с Мостоотрядом 38, возводившим в это время в Новосибирске мост через Обь. Также над омским мостом работало ещё несколько организаций.

## Конструкция
Мост имени 60-летия ВЛКСМ создан по индивидуальному проекту, разработанному в Ленинграде. Его отличает ажурный металлический настил, облегчающий вес сооружения, с широким судоходным пролётом в 164 метра. Линии моста простые и прямые. Тротуар от проезжей части ограждают только высокие фонарные столбы.

## Эксплуатация
Мост 60-летия ВЛКСМ отмечается высокой аварийностью. Омичи в основном считают её причиной трамвайные рельсы, расположенные посередине моста, однако причин несколько. Конструктивные особенности моста таковы, что участок под рельсами толще, чем участки с дорожным покрытием, поэтому охлаждается и нагревается медленнее. Разница в температурах с автодорогой создаёт разницу в дорожном сцеплении; под рельсами дорога более скользкая, чем в стороне от них. Нарушение скоростного режима (на мосту действует ограничение в 40 км/ч) и невнимательность водителей дополняют список факторов аварийности на этом мосту.